# Ivan Lamby
Nils Iwan Lamby (Stoccolma, 29 ottobre 1865 – Stoccolma, 15 gennaio 1970) è stato un velista svedese, vincitore della medaglia d'argento ai Giochi olimpici di Stoccolma 1912 nella classe 12 metri a bordo dell'imbarcazione chiamata Ema Signe.

## Palmarès
- Giochi olimpici

Stoccolma 1912: argento nei 12 metri.